# شاهزاده (فیلم ۲۰۱۱)
«شاهزاده» (انگلیسی: Prince (2011 film)) یک فیلم است که در سال ۲۰۱۱ منتشر شد.